# Hapert
Hapert est un village dans la commune néerlandaise de Bladel, dans la province du Brabant-Septentrional. Hapert est située le long de la route qui mène d'Eindhoven à Reusel, environ à mi-chemin entre Reusel et Eersel.

## Histoire
Hapert est mentionné pour la première fois en 710 sous la forme Heopurdum, lorsque le bourg fait partie d'une donation de Bertilinde, fille de Wigibald, à Willibrord, abbé de l'abbaye bénédictine d'Echternach au Luxembourg et premier évêque d'Utrecht. Le village de Hulsel, à 6 km, faisait également partie de cette donation.
Depuis le 1er janvier 1997, Hapert fait partie de la commune de Bladel. Jusqu'à cette date, Hapert était un des trois villages qui constituaient l'ancienne commune de Hoogeloon, Hapert en Casteren.